# Inkluzja społeczna
Inkluzja społeczna (społeczne włączenie; integracja społeczna) – proces włączania jednostek, grup czy kategorii społecznych (np. osób niepełnosprawnych) w funkcjonowanie szerszego społeczeństwa. Jest zjawiskiem odwrotnym do ekskluzji (wykluczenia społecznego, marginalizacji). 
Państwa członkowskie UE od dawna starają się przeciwdziałać ekskluzji poprzez szereg działań inicjowanych przez rządy, organizacje pozarządowe i przedsiębiorstwa prywatne. Wskaźniki statystyczne, związane z zagadnieniami inkluzji społecznej są regularnie zbierane i publikowane przez Eurostat.